# Gerevich Tibor (vívóedző)
Gerevich Tibor (Budapest, 1914. augusztus 13. – NSZK, 1958) vívó, vívóedző. Gerevich Aladár többszörös olimpiai bajnok kardvívó öccse.

## Életútja

Gerevich Tibor (kötéssel a szemén)

Szülei – Gerevich Aladár vívómester és Herczog Irén Ilona (Budapest, 1888. szeptember 2. –?) – 1907. szeptember 17-én kötöttek házasságot. A házasságból három fiú született: Aladár (1910), Emil (1912) és Tibor (1914). Az évek során a pár kapcsolata megromlott és a férj egyedül maradt a három gyerekkel.
Tibor – becenevén Tuti – sikeres kard- és tőrvívó volt, annak ellenére, hogy gyermekkorában édesapja vívótermében egy baleset során elveszítette bal szemét. Első osztályú versenyző volt BSzKRt SE-nél, pl. 1940-ben veretlenül, 8 győzelemmel megnyerte a BSE által rendezett kardvívóversenyt, Észak-Magyarország tőrvívó bajnoka volt, többször megnyerte az országos vidéki bajnokságot. Tudását a Santelli-teremben is csiszolta, ott egy baráti társaság tagja volt, melyhez a bátyja, Aladár, Tóth Péter, Garay János tartoztak. Később vívóedzőként dolgozott előbb Budapesten (ÚTE), majd Miskolcon. 1949 júliusában illegálisan átlépve az osztrák határt emigrált Ausztriába, előbb Salzburgban, majd 1950 második felétől Nürnbergben az ottani egyetemen volt vívómester, közben intézte családja – felesége és két kislánya – kijutását külföldre. Menekültügyi (IRO) aktájából kiderül, hogy Venezuelába készült, illetve az 1949-től a philadelphiai egyetemen edzősködő Csiszár Lajos (1903–1997) vívómester segítségével megpróbált az Egyesült Államokban vívóoktatói állást találni. Amikor a kommunista hatalom nem engedélyezte a családegyesítést, akkor 1955 decemberében hazatért az Elnöki Tanács által meghirdetett amnesztia keretében, erről beszámolt – a korra jellemző propagandisztikus hangnemben – a Neues Deutschland keletnémet pártlap, valamint számos magyar újság. Hazatérése után nehéz körülmények között élt. Az 1956-os forradalom bukását követően családjával együtt végleg távozott az országból és Nyugat-Németországban folytatta a vívómesteri munkáját. Zöld Ferenc szakíró visszaemlékezései szerint egyévnyi megfeszített németországi oktatás után tragikus hirtelenséggel meghalt.
Haláláról a Bethlehemi Hiradó egyesült államokbeli hetilap számolt be 1958. április 11-én. A tudósításban az szerepel, hogy a gyermekkorban szerzett fejsérülésének kiújulása vezetett korai halálához.

## Családja
1939. október 28-án kötött házasságot. Két lánya született: Viktória (1942) és Elynor (1946). 
Gerevich Elynor 1965-ben érettségizett abban a Földes Ferenc Gimnáziumban, ahol a 30-as években nagyapja oktatta a vívást. 1966-ban érettségizett a bajorországi Burg Kastl-i Magyar Gimnáziumban.